# 横浜呉竹医療専門学校
横浜呉竹医療専門学校（よこはまくれたけいりょうせんもんがっこう）は、神奈川県横浜市にある、あん摩マッサージ指圧師、はり師、きゅう師、柔道整復師を養成する私立の専修学校。
学校法人呉竹学園が運営。東洋療法学校協会、全国柔道整復学校協会、神奈川県専修学校各種学校協会に加盟している。

## 沿革
- 1954年（昭和29年） - 東京高等鍼灸医学校熱海分校として静岡県熱海市に開校。
- 1955年（昭和30年） - 校名を呉竹マッサージ学校と改称。
- 1960年（昭和35年） - 学校教育法および私立学校法により私立学校として認可される。
- 1973年（昭和48年） - 校名を呉竹鍼灸専門学校と改称。
- 1976年（昭和51年） - 学校教育法の一部改正により専修学校として認可される。
- 2002年（平成14年） - 校舎を新横浜に移転し、校名を呉竹鍼灸柔整専門学校に改称。
- 2014年（平成26年） - 設置するすべての学科に対して、文部科学大臣から職業実践専門課程の認定を受ける。
- 2024年（令和6年） - 校名を横浜呉竹医療専門学校に改称。

## 設置学科
- 鍼灸マッサージ科
  - 午前コース（昼 3年制、男女 30名）
  - 午後コース（昼 3年制、男女 40名）

取得資格 - あん摩マッサージ指圧師、はり師、きゅう師の国家試験受験資格
- 鍼灸科
  - 特修コース（昼 3年制、男女 30名）

取得資格 - はり師、きゅう師の国家試験受験資格
- 柔道整復科
  - 午前コース（昼 3年制、男女 60名）
  - 特修コース（昼 3年制、男女 60名）

取得資格 - 柔道整復師の国家試験受験資格

## 主な出身者
- 村主千香 (日本の元フィギュアスケート選手（女子シングル）、プロフィギュアスケーター、フィギュアスケートコーチ、解説者)
- 松田悦典 (日本の元プロサッカー選手)
- 松島二郎 (日本の元プロボクサー)
- 中谷一馬 (衆議院議員、元神奈川県議会議員)

## 交通アクセス
- JR横浜線、東海道新幹線、東急電鉄東急新横浜線、相模鉄道相鉄新横浜線、横浜市営地下鉄「新横浜駅」から徒歩5分

## 関連校
- 東京呉竹医療専門学校
- 大宮呉竹医療専門学校

## 関連施設
- 呉竹メディカルクリニック
- 東洋医学臨床研究所